# Jung Ho-yeon
Jung Ho-yeon (koreanisch: 정호연; * 23. Juni 1994 in Seoul) ist ein südkoreanisches Model und Schauspielerin.

## Leben  und Karriere
Jung absolvierte an der Dongduk Women’s University in Seoul eine Ausbildung als Model. Im Alter von 16 Jahren begann Jung mit dem Modeln. Sie erschien in mehreren koreanischen Zeitschriften und auf Modeschauen. 2013 nahm sie an der vierten Staffel von Korea’s Next Top Model teil und wurde Zweite. 
Im Jahr 2016 erlangte sie internationale Bekanntheit, als sie für das französische Modeunternehmen Louis Vuitton über den Laufsteg lief. Sie lief außerdem für Modemarken wie Chanel, Prabal Gurung, Roberto Cavalli, Jeremy Scott, Fendi und Dolce & Gabbana. Sie erschien auch auf den Titelseiten der Zeitschriften Vogue Korea, Vogue Japan, CR Fashion Book und Harper’s Bazaar Korea.
Im September 2021 gab Jung mit der Veröffentlichung der Netflix-Serie Squid Game ihr Schauspieldebüt. Im Zuge des Erfolgs von Squid Game wuchs die Anzahl der Follower (Abonnenten) von Jung Ho-yeon auf Instagram von 400.000 auf über 20 Millionen an.

## Filmografie
- 2013: Korea’s Next Top Model  (Fernsehsendung)
- 2021: Squid Game (Fernsehserie, 8 Folgen)
- 2024: Dakgangjeong (Fernsehserie, Folge 1x03)
- 2024: Disclaimer (Miniserie, 3 Folgen)

Musikvideos
- 2014: Beat von 100%
- 2014: Move von Kim Yeon-woo
- 2022: Out of Time (aus The Weeknds Album Dawn FM)
- 2023: Cool With You von NewJeans